# Virginia Cherrill
Virginia Cherrill (* 12. April 1908 in Carthage, Illinois; † 14. November 1996 in Santa Barbara, Kalifornien) war eine US-amerikanische Schauspielerin. Sie blieb hauptsächlich durch die Rolle des blinden Blumenmädchens in Charlie Chaplins Filmklassiker Lichter der Großstadt (1931) in Erinnerung.

## Leben
Virginia Cherill wurde als Tochter von James und Blanche Cherrill im ländlichen Illinois auf einer Farm geboren. Sie wollte auch eigentlich nicht ins Filmgeschäft einsteigen, doch ihre Freundschaft mit der bekannten Schauspielerin Sue Carol führte sie nach Hollywood, wo sie Charlie Chaplin zufällig auf den Zuschauerrängen eines Boxmatches kennenlernte. 1931 verpflichtete Chaplin die schauspielerisch völlig unerfahrene Cherill als blindes und dann später im Film geheiltes Blumenmädchen in seiner Tragikomödie Lichter der Großstadt. Die Zusammenarbeit mit Chaplin am Filmset war allerdings von Streitigkeiten überschattet, zeitweise war Cherrill sogar von ihm gefeuert worden (weil er jedoch bereits den Großteil des Filmes mit Cherrill abgedreht hatte und die Kosten ansonsten explodiert wären, stellte er sie später wieder an). Trotz guter Kritiken für Lichter der Großstadt konnte sie anschließend mit ihren Rollen keine größere Aufmerksamkeit erzielen. Unter anderem spielte sie eine Hauptrolle neben John Wayne in Girls Demand Excitement (1931). 1936 zog sie sich nach nur 15 Filmen ins Privatleben zurück.
Nach einer ersten gescheiterten Ehe mit dem Anwalt Irving Adler aus Chicago heiratete Cherrill im Jahre 1934 den britischen Filmstar Cary Grant, für ihn war es die erste Ehe. Nur sieben Monate später wurde die Ehe mit Grant jedoch geschieden. Ihr dritter Ehemann war von 1937 bis 1946 George Child-Villiers, der neunte Earl of Jersey. Auch diese Ehe wurde geschieden. In vierter Ehe war sie von 1948 bis zu ihrem Tod mit dem Piloten Florian Martini verheiratet, das Ehepaar lebte in Santa Barbara in Kalifornien. Cherrill, die kinderlos blieb, verstarb 1996 im Alter von 88 Jahren. Sie wurde mit einem Stern auf dem Hollywood Walk of Fame bedacht.

## Filmografie
- 1928: The Air Circus
- 1931: Lichter der Großstadt (City Lights)
- 1931: Girls Demand Excitement
- 1931: The Brat
- 1931: Zwei Herzen über Bord (Delicious)
- 1933: Fast Workers
- 1933: The Nuisance
- 1933: Charlie Chans Meistertrick (Charlie Chan’s Greatest Case)
- 1933: Ladies Must Love
- 1933: He Couldn’t Take It
- 1934: White Heat
- 1934: Money Mad
- 1935: What Price Crime
- 1935: Late Extra
- 1936: Troubled Waters